# Ротенхајн
Ротенхајн (њем. Rotenhain) општина је у њемачкој савезној држави Рајна-Палатинат. Једно је од 192 општинска средишта округа Вестервалд. Према процјени из 2010. у општини је живјело 547 становника. Посједује регионалну шифру (AGS) 7143288.

## Географски и демографски подаци
Ротенхајн се налази у савезној држави Рајна-Палатинат у округу Вестервалд. Општина се налази на надморској висини од 465 метара. Површина општине износи 4,1 km². У самом мјесту је, према процјени из 2010. године, живјело 547 становника. Просјечна густина становништва износи 133 становника/km².